# Eskhata
Eskhata è il quarto album in studio del gruppo metal finlandese Catamenia, pubblicato nel 2002.

## Tracce
1. Storm − 4:19
2. Rain of Blood − 4:31
3. Flames − 5:20
4. Vortex − 5:51
5. Coexistence Circle − 4:26
6. Landscape − 3:39
7. Karma − 0:57
8. Astral Tears − 5:11
9. Time in My Hands − 3:28
10. Beyond the Starlight − 3:29
11. Eskhata − 5:40